# Le Chêne

Le Chêne este o comună în departamentul Aube din nord-estul Franței. În 1 ianuarie 2022 avea o populație de 280 de locuitori.